# Sinanapis
Sinanapis is een geslacht van spinnen uit de familie van de Anapidae (Dwergkogelspinnen).

## Soorten
- Sinanapis crassitarsa Wunderlich & Song, 1995
- Sinanapis lingituba Lin & Li, 2012
- Sinanapis thaleri Ono, 2009